# Krasnosilka, Oleksandrivka
Krasnosilka (în ucraineană Красносілка) este localitatea de reședință a comunei Krasnosilka din raionul Oleksandrivka, regiunea Kirovohrad, Ucraina.

## Demografie
Componența lingvistică a localității Krasnosilka
     Ucraineană (97,95%)
     Rusă (1,54%)
     Alte limbi (0,31%)
Conform recensământului din 2001, majoritatea populației localității Krasnosilka era vorbitoare de ucraineană (97,95%), existând în minoritate și vorbitori de rusă (1,54%).